# 大急流城特設鎮區 (密歇根州)
大急流城特設鎮區（英語：Grand Rapids Charter Township）是位於美國密歇根州肯特縣的一個特設鎮區。

## 地方資料
大急流城特設鎮區的面積為40.30平方千米，當中陸地面積為39.73平方千米，而水域面積為0.57平方千米。根據2020年美國人口普查的數據，當地共有人口18905人，而人口密度為每平方千米469.11人。